# بانک عرب
بانک عرب (به انگلیسی: Arab Bank) شرکت خدمات مالی و بانکداری اردنی است، که در زمینه ارائه خدمات بانکداری خرد، بانکداری سرمایه‌گذاری، بانکداری شرکتی، بانکداری اختصاصی، مدیریت سرمایه‌گذاری، مدیریت دارایی، کارت‌های اعتباری، عرضه انواع وامها و وام مسکن فعالیت می‌نماید.
بانک عرب در سال ۱۹۳۰ در شهر اورشلیم تأسیس شد و در حال حاضر مالک شبکه‌ای از ۶۰۰ شعبه بانکداری خرد، در ۳۰ کشور جهان می‌باشد. شعبه مرکزی این بانک در شهر امان، اردن قرار دارد و بخشی از سهام آن در بازار بورس امان معامله می‌شود.